# Listă de conducători de stat din 615
611 - 612 - 613 - 614 - 615 - 616 - 617 - 618 - 619
Aceasta este o listă a conducătorilor de stat din anul 615:

## Europa
- Anglia, statul anglo-saxon Bernicia: Ethelfrith (rege, 593-617; totodată, rege în Deira, 605-617)
- Anglia, statul anglo-saxon Deira: Ethelfrith (rege, 605-617; totodată, rege în Bernicia, 593-617)
- Anglia, statul anglo-saxon East Anglia: Redwald (rege, cca. 600-cca. 620)
- Anglia, statul anglo-saxon Essex: Saeberht (rege, cca. 600-616/617)
- Anglia, statul anglo-saxon Kent: Ethelberht I (rege, 562/565-618)
- Anglia, statul anglo-saxon Mercia: Cearl (rege, cca. 600-628/634)
- Anglia, statul anglo-saxon Sussex: rege necunoscut
- Anglia, statul anglo-saxon Wessex: Cynegils (rege, 611-643)
- Bavaria: Garibald al II-lea (duce din dinastia Agilolfingilor, c. 610-c. 630)
- Benevento: Arechis I (duce, 591-641)
- Bizanț: Heracliu (împărat din dinastia Heraclizilor, 610-641)
- Francii: Chlothar al II-lea (rege din dinastia Meroviangiană, 584-629)
- Friuli: Tasso (duce, 610-617) și Kakko (duce, 610-617)
- Gruzia, statul Khartlia (Iberia): Ștefan (Stepanos) I (suveran, cca. 590-627)
- Longobarzii: Agilulf (rege, 591-615/616) și Adaloald (rege din dinastia bavareză a Agilolfingilor, 615/616-625/626)
- Ravenna: Ioan I Lemigius (exarh, 611-615)
- Scoția, statul picților: Nechtan al II-lea (rege, 597?-617?)
- Scoția, statul celt Dalriada: Eochaid Buide (rege, 608?-629)
- Spoleto: Theodelap (duce, 602-650)
- Statul papal: Bonifaciu al IV-lea (papă, 608-615) și Deusdedit (Adeodatus I) (papă, 615-618)
- Vizigoții: Sisebut (rege, 612-621)

## Asia

### Orientul Apropiat
- Bizanț: Heracliu (împărat din dinastia Heraclizilor, 610-641)
- Persia: Chosroes al II-lea (suveran din dinastia Sasanizilor, 590-628)

### Orientul Îndepărtat
- Cambodgia, statul Tjampa: Sambhuvarman (rege din a patra dinastie, după 605-629?)
- Cambodgia, statul Chenla: Isanavarman I (rege, cca. 611-cca. 635)
- China: Yangdi (împărat din dinastia Sui, 605-618)
- Coreea, statul Koguryo: Yongyang (Won) (rege din dinastia Ko, 590-618)
- Coreea, statul Paekje: Mu (Chang) (rege din dinastia Ko, 600-642)
- Coreea, statul Silla: Chinp'yong (Paekchong, rege din dinastia Kim, 579-632)
- India, statul Chalukya: Pulașekin al II-lea (rege, 609/610-642)
- India, statul Chalukya răsăriteană: Vișnuvaradhana I Kubja (Vișama Siddhi) (rege, 611-632)
- India, statul Pallava: Mahendravarman I (rege din a doua dinastie, cca. 600-630)
- Japonia: Suiko (împărăteasă, 592-628)
- Sri Lanka: Silameghavanna (rege din dinastia Silakala, 608-617)